# Groot-Delhi (National Capital Region)
De National Capital Region (NCR) of Groot-Delhi (Rāṣṭrīya Rājadhānī Kṣētra) is een geplande, economische regio gecentreerd rond het Nationaal Hoofdstedelijk Territorium (NCT) van Delhi in India. Het omvat Delhi en verschillende districten eromheen uit de staten Haryana, Uttar Pradesh en Rajasthan.
De gehele regio had in 2011 58 miljoen inwoners, hiervan wonen 35 miljoen inwoners in het centrale, aaneengesloten grootstedelijke gebied, welke naast Delhi o.a. bestaat uit de steden Faridabad, Ghaziabad, Gurgaon en Noida. Qua inwonertal is dit de 4e agglomeratie van de wereld.

De NCR en de bijbehorende National Capital Region Planning Board (NCRPB) werden in 1985 opgericht om de ontwikkeling van de regio te plannen en geharmoniseerde beleidslijnen te ontwikkelen voor de controle op landgebruik en de ontwikkeling van infrastructuur in de regio.